# Amisfield
 (septembre 2023).
Amisfield est un village situé dans le Dumfries and Galloway, en Écosse.